# Lovro Majer
Lovro Majer (Zagreb, 17 januari 1998) is een Kroatisch voetballer die doorgaans als offensieve middenvelder speelt. Hij verruilde Stade Rennais in augustus 2023 voor VfL Wolfsburg. Majer debuteerde in 2017 in het Kroatisch voetbalelftal.

## Clubcarrière
Majer was actief in de jeugd van Dinamo Zagreb, NK Dubrava, NK Trnje en NK Lokomotiva. Hij debuteerde op 17 juni 2016 voor laatstgenoemde club in het eerste elftal, tijdens een competitiewedstrijd tegen Dinamo Zagreb. Zijn eerste competitietreffer volgde op 11 september 2016, tegen NK Slaven Belupo. Majer groeide in zijn eerste seizoen bij de profs meteen uit tot basisspeler en bleef dat twee jaar lang.
Na twee jaar in de middenmoot met Lokomotiva, keerde Majer in juli 2018 terug bij Dinamo Zagreb. Hier moest hij twee jaar vechten voor zijn plek, maar ging hij in 2020/21 onder de nieuwe coach Zoran Mamić ook tot de eerste elf behoren. Majer werd in dienst van Dinamo Zagreb in 2018/19 voor het eerst in zijn carrière landskampioen. Voor de die club was dat inmiddels normaal, want dat werd het in twaalf van de voorgaande dertien seizoenen ook. Majer werd zo in zijn tweede en derde jaar bij Dinamo ook voor de tweede en derde keer Kroatisch kampioen. Hij won in die tijd ook een keer de nationale beker en een keer de supercup. Tijdens die supercup kwam hij in de 83e minuut in het veld om er twee minuten later met twee keer geel weer vanaf te gaan. Majer bereikte in 202/21 de kwartfinale van de Europa League met Zagreb. Hij maakte tijdens dat toernooi zijn eerste doelpunten in Europees verband, tegen Wolfsberger en Feyenoord.
Majer verruilde Dinamo Zagreb in augustus 2021 voor Stade Rennais, dat 12 miljoen euro voor hem betaalde. Hiermee werd hij in zijn eerste twee jaar twee keer vierde in de Ligue 1. Hij speelde in twee seizoenen 61 speelronden, waarvan 39 vanaf de aftrap. Majer tekende in augustus 2023 voor vijf jaar bij VfL Wolfsburg, de nummer acht van Duitsland in het voorgaande seizoen. Dat betaalde 30 miljoen voor hem aan Stade Rennais.

## Interlandcarrière
Majer speelde voor verschillende Kroatische nationale jeugdselecties. Hij was met Kroatië –21 actief op zowel het EK –21 van 2019 als het EK –21 van 2021. Majer debuteerde op 28 mei 2017 als Kroatisch international, in een oefeninterland tegen Mexico. Hij viel toen in de blessuretijd in voor Duje Čop. Het duurde daarna tot september 2021 voor hij weer werd opgeroepen. Vanaf dat moment werd hij een vast onderdeel van de Kroatische selectie. Bondscoach Zlatko Dalić nam hem in 2022 mee naar het WK in Qatar, zijn eerste eindtoernooi. Hierop speelde hij in alle zeven wedstrijden van de Kroaten, zij het zes keer als invaller. Hij maakte in de met 4–1 gewonnen groepswedstrijd tegen Canada zelf het laatste doelpunt. Majer werd op 20 mei 2024 door Dalić opgenomen in de Kroatische selectie voor het EK 2024 in Duitsland. Kroatië werd in de groepsfase uitgeschakeld na een nederlaag tegen Spanje (3–0) en gelijke spelen tegen Albanië (2–2) en Italië (1–1). Majer kwam in iedere wedstrijd in actie.

## Erelijst
| Kampioen 1. HNL     | 3x | 2018/19, 2019/20, 2020/21 |
| Beker van Kroatië   | 1x | 2020/21                   |
| Kroatische Supercup | 1x | 2019                      |